# Hugo Preuß
Hugo Preuβ (ur. 28 października 1860 w Berlinie, zm. 9 października 1925 tamże) – niemiecki prawnik i polityk, twórca konstytucji niemieckiej Republiki Weimarskiej.

## Życiorys
Studiował prawo na uniwersytetach w Berlin i Heidelbergu. Doktoryzował się na Uniwersytecie w Getyndze. W 1916 objął profesurę w berlińskiej Wyższej Szkole Handlowej, a w 1918 roku został jej rektorem.
W latach 1918–1919 był sekretarzem stanu w ministerstwie właściwym dla spraw wewnętrznych.